# Ducheng (köpinghuvudort i Kina, Hubei Sheng, lat 30,54, long 114,90)
Ducheng är en köpinghuvudort i Kina. Den ligger i provinsen Hubei, i den centrala delen av landet, omkring 59 kilometer öster om provinshuvudstaden Wuhan. Antalet invånare är 25 416. Befolkningen består av 12 367 kvinnor och 13 049 män. Barn under 15 år utgör 13,0 %, vuxna 15-64 år 74 %, och äldre över 65 år 12,0 %.
Runt Ducheng är det tätbefolkat, med 819 invånare per kvadratkilometer. Närmaste större samhälle är Huanggang, 10,7 km söder om Ducheng. Trakten runt Ducheng består till största delen av jordbruksmark.
Genomsnittlig årsnederbörd är 1 805 millimeter. Den regnigaste månaden är maj, med i genomsnitt 269 mm nederbörd, och den torraste är december, med 35 mm nederbörd.